# Цаплино (Смоленская область)
Цаплино — Деревня в Угранском районе Смоленской области России. Входит в состав Полдневского сельского поселения.
Население — 4 жителя (2007 год).
Расположена в юго-восточной части области в 14 км к юго-западу от Угры, в 8 км северо-западнее автодороги Знаменка-Спас-Деменск, на берегу реки Рословка. В 14 км северо-восточнее от деревни находится железнодорожная станция Угра на линии Торжок-Брянск.

## История
В годы Великой Отечественной войны деревня была оккупирована гитлеровскими войсками в октябре 1941 года, освобождена в марте 1943 года.